# George Ernest Foulkes
George Ernest Foulkes (* 25. Dezember 1878 in Chicago, Illinois; † 13. Dezember 1960 in Hartford, Michigan) war ein US-amerikanischer Politiker. Zwischen 1933 und 1935 vertrat er den Bundesstaat Michigan im US-Repräsentantenhaus.

## Werdegang
George Foulkes besuchte die öffentlichen Schulen in seiner Heimatstadt Chicago. Nach einem anschließenden Jurastudium an der dortigen Lake Forest University und seiner im Jahr 1900 erfolgten Zulassung als Rechtsanwalt begann er in diesem für das US-Finanzministerium zu arbeiten. Zwischen 1900 und 1919 war er in verschiedenen amerikanischen Städten für diese Behörde tätig. Im Jahr 1920 zog er nach Hartford in Michigan, wo er sich mit landwirtschaftlichen Angelegenheiten befasste. Gleichzeitig schlug er als Mitglied der Demokratischen Partei eine politische Laufbahn ein.
In den Jahren 1924, 1926 und 1928 war Foulkes Delegierter auf den regionalen Parteitagen der Demokraten in Michigan. Bei den Kongresswahlen des Jahres 1932 wurde er im vierten Wahlbezirk seines Staates in das US-Repräsentantenhaus in Washington, D.C. gewählt, wo er am 4. März 1933 die Nachfolge des Republikaners John C. Ketcham antrat. Da er bei den Wahlen des Jahres 1934 gegen Clare Hoffman verlor, konnte er bis zum 3. Januar 1935 nur eine Legislaturperiode im Kongress absolvieren. In dieser Zeit trat der noch in der vorhergehenden Legislaturperiode beschlossene 20. Verfassungszusatz in Kraft. Dadurch wurden der Beginn der Amtszeiten der Kongressmitglieder und des Präsidenten von März auf Januar vorverlegt. Im Jahr 1933 wurde auch der 21. Verfassungszusatz im Kongress verabschiedet, durch den der 18. Zusatzartikel aus dem Jahr 1919, das Prohibitionsgesetz, wieder aufgehoben wurde. Während Foulkes' Zeit im US-Repräsentantenhaus wurden dort die ersten New-Deal-Gesetze der Bundesregierung unter Präsident Franklin D. Roosevelt verabschiedet.
Im Jahr 1934 wurde Foulkes die Spitzenkandidatur der Farmer-Labor Party für die Gouverneurswahlen angetragen. Dieses Angebot lehnte er aber ab. Nach seinem Ausscheiden aus dem US-Repräsentantenhaus arbeitete Foulkes wieder in der Landwirtschaft. Außerdem wurde er literarisch tätig. Er befasste sich auch mit den organisatorischen Problemen beim Bewirtschaften von Farmen. George Foulkes starb am 13. Dezember 1960 in Hartford und wurde dort auch beigesetzt.